# Michael Innerkofler
Michael Innerkofler, né à Sexten dans le Tyrol du Sud (Autriche-Hongrie) le 30 juillet 1844 et mort au Monte Cristallo (Dolomites) le 20 août 1888, est un guide autrichien spécialiste des Dolomites.

## Biographie
Michael Innerkofler a réalisé de très nombreuses premières ascensions principalement dans les Dolomites de Sesto. 
La carrière de Michael Innerkofler est étroitement associée à celle de son frère Johann Jakob, avec qui il a réalisé ses plus grands exploits, en particulier dans le massif des Tre Cime di Lavaredo, proche de son village natal. En 1881, une semaine après sa conquête de la Cima Piccola, il enchaîne dans la même journée les Tre Cime di Lavaredo, itinéraires encore côtés en niveau IV. 
Il meurt en 1888 à la descente de Monte Cristallo, victime avec ses clients de la rupture d'un pont de neige cachant une crevasse.

## Premières ascensions
Parmi ses nombreuses « premières », on note :
- 1874 - Croda dei Toni avec son frère Johann ;
- 1878 - Cima Undici en solitaire ;
- 1879 - Cima Ovest ou « Cime ouest » (2 973 m) (Tre Cime di Lavaredo) avec Georg Ploner ;
- 1880 - Punta Grohmann (Sassolungo) ;
- 1881 - Cima Piccola ou « Petite cime » (2 857 m) (Tre Cime di Lavaredo) avec son frère Hans ;
- 1886 -  Cristallino d'Ampezzo avec A. Angerer.